# 第4歩兵師団 (ベトナム陸軍)
第4歩兵師団（Sư đoàn 4 bộ binh）は、ベトナム人民軍（陸軍）の師団の1つ。

## 歴史
- 1969年8月29日 - 南部の建江地区で編成。第9軍区に配属。初代師団長阮第
- 1975年 - ホーチミン戦役中、湄公河デルタ地区で作戦を行い、芹苴を占領し、南ベトナム軍第21師団を撃滅した。ベトナム戦争終結後、ハウザン省に駐屯し、「ハウザン師団」を称された。
- 1977年2月 - 河仙地区に移動し、農業に従事
- 1977年5月 - カンボジア辺境作戦開始
- 1978年12月 - カンボジアに全面侵攻し、タケオ州、コンポンスプー州等を占領した。
- 1979年3月 - 主として磅遜東北地区と国道4号線沿線で作戦を行った。
- 1980年4月 - ココン州に駐屯
- 1988年末 - ベトナムに撤収

## 編制
- 第10歩兵連隊（Trung đoàn 10 bộ binh）
- 第20歩兵連隊（Trung đoàn 20 bộ binh）
- 第30歩兵連隊（Trung đoàn 30 bộ binh）
- 第48砲兵連隊（Trung đoàn 48 pháo binh）